# Mohsen Rezaee
Mohsen Rezaee Mirqāed (persiska: محسن رضائی میرقائد), född 9 september 1954 i Masjed Soleyman, Khuzestan, född Sabzevar Rezaee Mirgha'ed (سبزوار رضایی میرقائد), är en iransk ekonom, islamist, tidigare militärbefälhavare och politiker (fd oberoende sedan 2005 för modererings- och utvecklingspartiet). Han har varit högste befälhavare för Irans revolutionsgarde under sexton år 1981–1997. Under en kort period före och efter den iranska revolutionen 1979, var han medlem av den radikala gruppen Mansuran.
Rezai ställde upp som konservativ kandidat i presidentvalet i Iran 2009, där han hamnade på tredje plats med 1,7% av rösterna, efter vinnaren Mahmoud Ahmadinejad och reformkandidaten Mir-Hossein Mousavi. Han var också en av kandidaterna i det iranska presidentvalet 2013. Rezai förknippas med internetsajterna Tabnak och Wikirezaee.